# 6023 Цуясіма
6023 Цуясіма (6023 Tsuyashima) — астероїд головного поясу, відкритий 26 жовтня 1992 року.
Тіссеранів параметр щодо Юпітера — 3,529.
Названо на честь Цуясіми (яп. つやしま(艶島) цуясіма).